# Thereza poranga
Thereza poranga is een hooiwagen uit de familie Gonyleptidae.